# Куц Михайло Тимофійович
Миха́йло Тимофі́йович Куц (23 січня 1914 , Городище, Менський район  — 25 березня 2005 ) — український історик, громадський діяч, доктор історичних наук (1968), професор (1970). Автор 50 наукових праць.

## До життєпису
Навчався в Городищенській і Стольненській школах. Закінчив Ленінградський автошляховий інститут (нині Санкт-Петербург, 1938). Учасник 2-ї світової війни.. Після війни закінчив Київський університет (1948).
Відтоді працював у Львівському педагогічному інституті: 1952–60 — завідувач кафедри марксизму-ленінізму; 1960–64 — в Інституті суспільних наук АН УРСР (Львів); 1964–70 — завідувач кафедри наукового атеїзму Львівського університету;
1970–92 — завідувач, 1992—2001 — професор кафедри суспільних наук у Чернігівському філіалі Київського політехнічного інституту (зараз — Національний університет «Чернігівська політехніка»).
Досліджував проблеми релігієзнавства й аграрної історії України.
Похований на Чернігівському міському цвинтарі «Яцево».

## Відзнаки
Має бойові нагороди.

## Основні праці
1. Поширення передового досвіду в сільському господарстві. Л., 1956;
2. Релігійне сектантство. Л., 1958;
3. Деякі питання розвитку сільського господарства України. К., 1962;
4. Єговізм без маски. Л., 1969;
5. Хлеб — наше бесценное богатство. К., 1993.